# Инола (Арканзас)
Инола (енгл. Enola) град је у америчкој савезној држави Арканзас.

## Демографија
По попису из 2010. године број становника је 338, што је 150 (79,8%) становника више него 2000. године.
| Група             | 2000.       | 2010.       |
| Белци             | 185 (98,4%) | 326 (96,4%) |
| Афроамериканци    | 0 (0,0%)    | 3 (0,9%)    |
| Азијати           | 0 (0,0%)    | 0 (0,0%)    |
| Хиспаноамериканци | 2 (1,1%)    | 3 (0,9%)    |
| Укупно            | 188         | 338         |